# أوسكار لارسون (سياسي)
أوسكار لارسون هو محامي وسياسي أمريكي، ولد في 20 مايو 1871 في أولو في فنلندا، وتوفي في 1 أغسطس 1957 في دولوث في الولايات المتحدة. نشط حزبياً في الحزب الجمهوري. وقد انتخب عضو مجلس النواب الأمريكي ‏.